# Ан Чунґин
Ан Чунґин (кор. 안중근, при народженні Ан Инчхіль; 2 вересня 1879, Хванхедо — 26 березня 1910, Рьодзюнь) — діяч корейського національно-визвольного руху. В 1962 році Ан Чун Гин був нагороджений (посмертно) орденом «За заслуги в створенні держави» Республіки Корея.

## Біографія
Народився в місті Хеджу в провінції Хванхедо. В січні 1897 року прийняв в католицизм і взяв ім'я Томас.
Після встановлення японського протекторату над Кореєю в 1905 році керував партизанськими загонами (Ийбьон) в провінціях Канвон і Хамгьон. Після згасання партизанського руху перейшов до індивідуального терору проти японців й 26 жовтня 1909 року застрелив на Харбінському вокзалі голову Таємної ради Японії Іто Хіробумі, зробивши шість пострілів, три з яких виявилися смертельними. Був затриманий охороною, в момент затримання викрикував фразу «Нехай живе Корея!». На суді засуджений до смертної кари й був повішений в березні 1910 року в японській в'язниці в Рьодзюні.